# Сражение при Килла-Кази
Сражение при Килла-Кази (англ. Battle of Killa Kazi или англ. Action in the Chardeh Valley) — одно из боестолкновений Второй англо-афганской войны, которое произошло 11 декабря 1879 года у селения Килла-Кази около Кабула. Это было первое столкновение во время боёв за Шерпурский кантонмент в декабре 1879 года. Британский генерал Фредерик Робертс отправил две бригады для подавление афганского восстания около Кабула, но восставшие афганцы внезапно начали наступление прямо на Кабул. На их пути оказался кавалерийский отряд генерала Мэсси с несколькими орудиями и лично сам Робертс. Чтобы задержать наступающих Робертс приказал уланскому эскадрону атаковать афганцев, но эта атака не дала результата. Робертсу пришлось отходить, бросив все орудия. Путь на кантонмент оказался открыт, но афганцы изменили направление наступления. Робертс обвинил в неудаче генерала Мэсси и отстранил его от командования кавалерийской бригадой. Капеллан Джеймс Адамс впоследствии получил Крест Виктории за отличие в этот день.

## Предыстория
В октябре 1879 года дивизия генерала Робертса вошла в Кабул, а 1 ноября разместилась в Шерпурском кантонменте около него. В афганском обществе постепенно росли протестные настроения, которые особенно усилились после проповедей муллы Мушк-и-Алама. 6 декабря стало известно, что афганские лидеры провозгласили джихад, и большая армия Мохамед-хана движется на Кабул. Робертс сообщил индийскому правительству о волнениях среди племени кохистанцев, но он счёл эту проблему недостаточно серьёзной. Между тем афганская армия подошла к селу Аграндех в 14 милях (22,5 км) от Кабула. Робертс собрал военный совет и предложил ему план операции, согласно которому бригада Макферсона должна была через село Афшар войти в Чардехскую долину, а бригада Бейкера — совершить обходной манёвр и выйти в Майданскую долину в 30 милях (48 км) от Кабула, чтобы оказаться в тылу афганской армии и отрезать ей пути отступления. План не встретил возражений. Кроме этого, было решено устроить общий смотр войск под предлогом награждения некоторых участников сражения при Пейвар-Котале.
Военный историк Генри Ханна писал, что план Робертса нарушал фундаментальный принципы войны: он разделил две бригады так, что они не могли помочь друг другу, а афганцы могли напасть на любую по своему выбору. Для такого плана ему требовалось иметь 20 000 человек, а не 5000. Его армия была слишком мала и слаба, и была эффективна только потому, что её сконцентрировали в одном месте. В аналогичной ситуации в 1842 году генерал Уильям Нотт отказался наступать на афганцев, собравшихся в 40 милях (64 км.) от Кандагара, дождался, пока они приблизятся на 5 миль, и только тогда атаковал их всеми своими силами.
Утром 8 декабря генерал Макферсон выступил из кантонмента с двумя батареями и тремя полками на восток. Он встал лагерем в селе Афшар в 3,4 милях (5,5 км) от кантонмента, а на следующее утро, как только он начал марш, Робертс приказал ему остановиться, чтобы дать время Бейкеру выйти на исходную позицию. Затем Робертс предложил ему атаковать афганский отряд у села Мир-Карез в 10 милях (16 км) от Афшара. Так как местность была неудобна для кавалерии, то Макферсону было велено наступать силами одной только пехоты. Макферсон начал марш утром 10 декабря и днём атаковал афганцев у Мир-Карез, обратив их в бегство почти без потерь. После этого ему было приказано преследовать противника в южном направлении, наступая к Аграндеху.
Когда утром 10 декабря Макферсон покинул лагерь в Афшаре, он оставил в лагере 4 горных орудия и два эскадрона кавалерии, чтобы они следили за дорогой, ведущей к Кабулу. Вечером этому отряду было приказано наступать прямо по газнийской дороге через Афшар, чтобы соединиться с бригадой Макферсона. Этот отряд возглавил генерал Мэсси, которого Робертс лично проинструктировал. «В тот вечер Мэсси пришёл в мою комнату, — вспоминал Робертс, — и я тщательно объяснил ему его роль в событиях грядущего дня; я сказал ему, чтобы он осторожно и медленно наступал по дороге, ведущей из Кабула в Аграндех, прощупывая противника; что он должен поддерживать связь с Макферсоном и координировать свои действия с действиями последнего; и я довёл до его сведения, что он не должен ввязываться в бой, пока бригада Макферсона не войдёт в соприкосновение с противником».

## Сражение
Утром 11 декабря батарея горной артиллерии, оставленная в Афшаре, отправилась на соединение с бригадой Макферсона. Вскоре её нагнал эскадрон 9-го уланского полка капитана Стюарта Маккензи из Шерпура и эскадрон 14-го бенгальского кавалерийского полка (44 сабли под командованием капитана Невилла). К ним присоединился командир полка Клеланд и бригадный генерал Уильям Мэсси. Сам Робертс собирался присоединиться к эскадрону, чтобы своими глазами наблюдать разгром афганской армии. Кавалерия прибыла в село Афшар, где генерал Мэсси принял командование. Он отправил небольшой отряд для установления связи с бригадой Макферсона, а с остальными силами, 214 сабель, стал осторожно двигаться на юго-запад, чтобы выйти к газнийской дороге у селения Килла-Кази. Они прошли примерно 3 мили и им оставалась одна миля до Килла-Кази, когда капитан Блумфилд Гоу сообщил, что видит большое скопление афганцев на дороге Кабул—Газни. Афганцы сразу же стали появляться со всех сторон и Мэсси с удивлением обнаружил, что встретился со всей афганской армией. Её командир Мохамед-хан давно наблюдал за перемещениями британской армии и решил, что она сильно разбросана по местности, и у него есть возможность атаковать Шерпур. Мэсси сразу понял, что спасение всей армии Робертса зависит от его орудий и кавалерии. Полковник Ханна писал, что у Мэсси не было никаких шансов справиться с огромной армией, но он решил, что если Макферсон услышит шум боя, то поймёт всю опасность ситуации и отправиться на спасение кантонмента. Хенсман приводит иную мотивацию: по его словам, Мэсси увидел сначала только 2000—3000 человек и решил, что они бегут или от бригады Макферсона или от бригады Бейкера.
Мэсси ввёл в бой артиллерию, которая открыла огонь с дистанции 2900 метров, и так метко, что афганцы на какое-то время приостановились. Но вскоре афганцев стало почти 4000, они развернулись фронтом в две мили и начали наступление в хорошем построении. На высотах за афганской линией показались ещё 6000 иррегулярных войск, и в итоге у Мухаммад-хана оказалось около 10 000 человек, вместо ожидаемых 5000. «И хотя снаряды четырёх орудий разрывались в самой гуще врагов, — писал Хенсман, — им никак не удавалось помешать их наступлению. Они не колебались, а уверенно шли вперёд; а так как у генерала Мэсси не было при себе пехоты, ему пришлось отступать». Орудия Мэсси несколько раз меняли позицию, но афганцы обходили его фланги, и он начал отступать. Уланы несколько раз атаковали фланги противника, но не смогли остановить его. Мэсси приказал спешиться 30-ти уланам и огнём карабинов прикрыть орудия, но и это не помогло.
В этот критический момент на поле боя появился генерал Робертс и генерал Майкл Кеннеди, оба со своими штабными офицерами. Они ехали в сторону Аграндеха, чтобы наблюдать за разгромом афганской армии, и теперь видели, как эта армия наступает прямо в направлении на кантонмент. Робертс сразу отправил письменный приказ командиру кантонмента подготовиться к обороне, а Мэсси получил устный приказ атаковать противника, чтобы задержать его на какое-то время. Полковник Ханна писал, что эта атака была нужна для спасения кантонмента, хотя существует популярное мнение, что кавалерию бросили в бой, спасая орудия. Кантонмент был гораздо важнее, потому что в нём хранились все запасы продовольствия и боеприпасов, потеря которых была бы фатальна для армии.
Капитан Стюарт-Макензи вспоминал, что Мэсси приказал Клеланду атаковать. Тот спросил: «Насколько далеко мне надо зайти?». Мэсси ответил: «Действуйте по своему усмотрению». До противника было всего 500 метров, тот наступал рассыпным строем, а местность была пересечена канавами и арыками.
Полковник Клеланд атаковал афганцев с фронта силами своего эскадрона (126 улан). 44 кавалериста 14-го бенгальского уланского полка стояли немного позади Клеланда, ближе к орудиям. Они пошли атаку чуть позже, поскольку приказ дошёл до них с задержкой. Ещё один отряд 9-го уланского, 44 сабли под командованием капитана Блумфилда Гоу, находился в стороне на правом фланге Мэсси; увидев атаку Клеланда, он тоже бросил свой отряд на фланг противника. Ханна и Хенсман одинаково описывают атаку: три отряда кавалерии скрылись в пыли, и ничего не было видно, а затем показались кони без седоков, а затем разрозненные отряды отступающих улан.
«И пошли мы, — вспоминал капитан Стюарт-Макензи, — перестраиваясь в развёрнутый строй на ходу, полковник был впереди… Развернулись мы быстро, и прежде чем мы поняли, где мы, мы были среди них. Земля была отвратительная для кавалерии, всё каналы да ямы… Противник был разбросан повсюду маленькими группами, кто-то за холмиками, кто-то на лошадях, но все стреляли по нам, как черти, выбивая людей и лошадей. Я должен сказать, что нас было всего 126, так что можете представить, что когда мы оказались среди них, нам оставалось только отбиваться…».
Эскадрон Клеланда отступал в беспорядке, но в то же время отряд капитана Гоу, действуя независимо от эскадрона, несколько раз ходил в атаку на кавалерию афганцев, понёс небольшие потери и сохранил относительный порядок.
Во время атаки Робертс остановил отвод орудий, чтобы поддержать огнём атаку кавалерии, а когда отвод продолжили, то маршрут был изменён, и теперь артиллерия отходила не к ущелью, а в сторону города, по неизвестной местности. Одно из орудий скоро упало в ров и его пришлось бросить. Остальные три орудия по приказу Робертса направились к селению Багвана, которое было окружено рвами и каналами и казалось хорошей оборонительной позицией, но вскоре обнаружилось, что для кавалерии и орудий оно может стать ловушкой. Сделав несколько выстрелов, орудия направились к восточной окраине селения, где на их пути оказался широкий канал. Здесь Робертс, который ещё надеялся как-то спасти орудия, приказал капитану Стюарту-Макензи повторить атаку, но и эта вторая атака не дала никакого результата.
Артиллеристы пытались переправить орудия через канал, но те в итоге свалились в воду, а на их спасение уже не оставалось времени, поэтому орудия было велено заклепать. Проблемы возникли и у кавалерии: одна её часть отступила в Багвану, а вторая обошла селение с юга. Оба отряда вышли к каналу, при этом те, кто шёл по равнине, смогли постепенно переправиться через канал, но те, кто шёл через село, попали в трудное положение. Они пробирались по узким улицам, преследуемые афганцами, под выстрелами с крыш домов, и едва смогли перебраться через канал. Здесь капеллан Адамс вытащил трёх человек из канала, рискуя жизнью, и не погиб только потому, что один штабной офицер подскакал к нему и спас его на своей лошади. Те, кто прорвался за канал, отступали в разных направлениях. Некоторые к ущелью Нананчи, некоторые к Алиабаду, но большинство, вместе с Робертсом, к высотам Дех-и-Масанг. Эскадрон 14-го уланского и несколько улан 9-го полка прикрывали их отход.

## Последствия
Лишь часть афганской армии преследовала отряд Робертса, основная же часть шла прямо к ущелью Наначи, намереваясь прорваться к кантонменту. Но в это время бригада Макферсона, которая шла на звуки боя, показалась в тылу афганской армии. Около 12:30 Макферсон развернул бригаду на позиции и начал наступление, но успел встретить только небольшую часть противника. Тем не менее, появление Макферсона заставило Мохамед-хана изменить направление наступления. Теперь афганцы двигались не на кантонмент, а в сторону Кабула. Это дало Робертсу немного времени на укрепление кантонмента. Чтобы выиграть ещё больше времени, он послал небольшой отряд на высоты над Кабулом, чтобы помешать противнику приблизиться к городу.
В это время среди кавалеристов, отступавших к ущелью Наначи был капитан Дин, который сумел остановить отступление и навести порядок в отряде. Вскоре к нему присоединился полковник Макгрегор (начальник штаба Робертса), майор Бэдкок и ещё несколько офицеров. Они заметили, что на пространстве до села Багвана уже нет афганцев, поэтому Макгрегор задумал вернуть потерянные орудия. Макгрегор нашёл 30 человек 67-го пехотного, примерно столько же сикхов и гуркхов, и с этим отрядом в 60 человек, развёрнутым стрелковой цепью, стал приближаться к селению. Под его руководством отряд добрался до Багваны и нашёл орудия, а вскоре подошёл Мэсси с отрядом кавалерии, и они сумели вытащить орудия из воды. Их доставили в кантонмент и привели в боеспособное состояние. К вечеру того дня вся бригада Макферсона успела вернуться обратно в кантонмент.
В то время уланы держали карабины в чехле у седла, а саблю носили на портупее, поэтому, если конь погибал, кавалерист часто не успевал извлечь карабин из чехла, а сабля мешала ему передвигаться на ногах. Из-за этого неудобства в тот день было потеряно 40 карабинов. Последующий командир 9-го уланского полка ввёл специальное приспособление, позволявшее кавалеристам носить карабин за спиной. Кроме этого, саблю стали пристёгивать к седлу, а не к портупее. В 1891 году такое расположение оружия стало обязательным для всей кавалерии.

### Потери
В отряде генерала Мэсси погибли 4 лейтенанта (Харди, Хэрси, Рикардо и Форбс), 16 рядовых 9-го уланского полка и 7 человек 14-го бенгальского полка. Ранения получили подполковник Клеланд, капитан Стюарт-Макензи, 1 артиллерист, 19 рядовых 9-го уланского и трое рядовых 14-го бенгальского. В бригаде Макферсона погибли двое рядовых и были ранены 3 офицера и 4 рядовых. Ещё 10 человек потерял пикет капитана Джарвиса. Итого за весь день было потеряно 9 офицеров, 62 рядовых и 67 лошадей.

### Крест Виктории
Генерал Робертс рекомендовал капеллана Джеймса Адамса к награждению Крестом Виктории, но ему сначала было отказано, так как это была награда только для служащих армии и флота. 24 августа 1881 года было объявлено, что королева Виктория разрешила награждать так же и служащих Индийского духовного учреждения. На этом основании Адамсу была вручена эта награда. Он получил её лично от королевы Виктории в Виндзорском замке 1 декабря 1881 года. Крест был вручён с формулировкой:

Во время боя при Килла-Кази 11 декабря 1879 года некоторые уланы 9-го уланского полка упали вместе с конями в широкий и глубокий ров (Нулла), и враги уже приближались, тогда преподобный Дж. Адамс бросился в воду (которая заполняла ров), вытащил людей из-под лошадей, где они оказались, и спас их, будучи под плотным огнём и по пояс в воде.
Оригинальный текст (англ.)– During the action at Killa Kazi, on the 11th December 1879, some men of the 9th Lancers having fallen, with their horses, into a wide and deep "nullah" or ditch, and the enemy being close upon them, the Reverend J.W. Adams rushed into the water ( which filled the ditch ), dragged the horses from off the men upon whom they were lying, and extricated them, he being at the time under a heavy fire, and up to his waist in water.

### Оценки
Робертс писал, что много раз впоследствии размышлял о событиях того дня, и пришёл к выводу, что никакое иное расположение войск не дало бы лучшего результата. Полковник Ханна писал, что это утверждение справедливо только для того момента, когда Робертс появился на поле боя и когда уже ничего нельзя было исправить. Однако же сам Робертс имеет в виду всю свою стратегию в тот день. Робертс утверждал, что два отступления от его плана стали причиной всех бед: Макферсон начал марш в 8 утра, а не в 7 утра, и генерал Мэсси следовал не тем путём который был ему предложен, и только поэтому Мохамед-хан не попал в заготовленную для него западню. Оба эти утверждения, писал Ханна, неверны: если бы Макферсон начал марш в 07:00, он ушёл бы слишком далеко к Аграндеху и не успел бы включиться в бой вовремя; если бы Мэсси следовал более длинным путём, то он позже встретил бы афганскую армию, и Макферсон уже не услышал бы его орудий; наконец, Мохамед-хан внимательно следил за перемещениями противника и никоим образом не мог оказаться в западне.
В своей автобиографии Робертс неоднократно пытался переложить вину за события на других. Кроме того, в своём рапорте он так исказил действия генерала Мэсси, что тот был отстранён от командования бригадой. К счастью для последнего, верховный главнокомандующий герцог Кембриджский внимательно разобрался в ситуации и Мэсси был восстановлен в командовании.
Генерал Хью Гоу писал, что изменение линии наступления афганцев (которое спасло Шерпур) случилось только потому, что Макферсон появился со своей бригадой в самый ответственный момент, и что Робертсу повезло, что у него был такой надёжный генерал как Макферсон, который умел эффективно действовать в сложной обстановке. Сам Робертс напрямую ни в чём не обвинил Макферсона, но превратные толкования поступков генерала скоро появились в британских и индийских газетах. Сам Макферсон записал в дневнике 7 января 1880 года, что если бы он ушёл в Аграндех, как было приказано, то вся афганская армия оказалась бы между ним и Кабулом; что у него было 900 человек пехоты и два горных орудия, но он без колебаний атаковал противника, и если бы он задержался, то вся армия была бы разбита. «И после всего этого, большое же удовольствие читать в Bombay Gazette и Civil and Military, что Макферсон 'остановился и отступил!!', а Pioneer дал полностью ложное описание моих действий 11-го…».
Генри Ханна писал, что при действиях в гористой местности кавалерия и артиллерия были обязаны иметь пехотную поддержку. Если бы 11 декабря отряду Мэсси был придан пехотный полк, то едва ли орудия были бы потеряны. То, что такого полка не нашлось, лишний раз характеризует недостатки стратегии, которая отправляет три тысячи человек на задание, где требуются втрое большие силы. Он же писал, что атака 9-го уланского была проведена достаточно решительно, но с учётом потерь и убыли офицеров вполне объяснимо, почему вторая атака не удалась. Действия эскадрона 14-го бенгальского полка капитана Невилла тоже заслуживают высокой оценки. Он подвергал себя чудовищному риску, и всякий раз после атаки восстанавливал порядок в своих рядах. Можно спорить о том, насколько обе атаки были эффективны, но ситуация была отчаянной, и никакого иного выбора у командования не было.